# Ordinul Dannebrog
Ordinul Dannebrog (în daneză Dannebrogordenen) este un ordin danez de cavaleri, instituit de către Christian al V-lea al Danemarcei în 1671, ulterior schimbat și modificat. Ordinul a primit primele statute în 1693. Christian al V-lea susținea că ordinul ar fi fost o reînnoire a unui ordin instituit de către Valdemar al II-lea al Danemarcei în 1219, dar acest lucru pare a fi fictiv.
Numele vine de la Dannebrog, care este numele steagului Danemarcei.

Ordinul urma să cuprindă doar 50 de cavaleri în fiecare clasă plus Marele Maestru, anume monarhul Danemarcei și fii săi. În 1808 ordinul a fost reformat și împărțit în 4 clase, cu gradele:

Blazonul lui Frederic al V-lea din Castelul Rosenborg, înconjurat de Ordinul Dannebrog

- Clasa Mare Comandor- poartă insigna cu diamante pe un colier (bărbații) sau pe o fundă (femeile), plus o stea pe partea stângă a pieptului.
- Ordinul Clasa I
  - Marea Cruce- poartă crucea pe partea stângă a pieptului, plus (pentru bărbați) insigna pe o panglică la gât;
  - Comandor Gradul I- poartă crucea pe partea stângă a pieptului, plus (pentru bărbați) insigna pe o panglică la gât;
- Ordinul Clasa II
  - Comandor- poartă insigna pe o panglică la gât (bărbații) sau pe o fundă (femeile);
  - Cavaler Gradul I- poartă insigna pe o panglică (bărbații) sau pe o fundă (femeile) cu rozetă pe partea stângă a pieptului;
- Ordinul Clasa III
  - Cavaler- poartă insigna pe o panglică (bărbații) sau pe o fundă (femeile) pe partea stângă a pieptului.

Există și o Cruce de Onoare.
Clasa Mare Comandor este rezervată persoanelor de spiță regală, dar nu pot exista mai mult de 7 deținători concomitent. Este decernată doar membrilor familiilor regale care au o legătură strânsă cu familia regală daneză și care au primit deja Marea Cruce. Statutele ordinului au fost schimbate în 1951, așa încât și femeile pot deveni membre ale ordinului. 
În prezent, ordinul este o modalitate de a onora și răsplăti slujitorii credincioși ai statului danez modern pentru servicii meritorii civile sau militare, pentru contribuții aduse în domeniul artelor, al științelor sau în viața de afaceri sau cei ce lucrează pentru interesele daneze.

## Purtători ai ordinului Dannebrog (selecție)
A
- Jacob Georg Christian Adler
- Benedikt von Ahlefeldt

B
- Anton Benya
- Derek Bowett
- Hans Broge
- Poul Bundgaard

D
- Agnethe Davidsen

F
- Birgitte Federspiel
- Niels Ryberg Finsen
- Christen Andreas Fonnesbech
- Wiljalba Frikell

H
- Ernst Siegfried Hansen
- Hans Heinrich Hansen
- Harald V. (Norvegia)
- August Adolph von Hennings

J
- Nikolaus Joseph von Jacquin
- Peter Iver Johannsen

K
- Carl XVI. Gustaf (Suedia)

K 
- Johan Kjeldahl

L
- Matthias Ludwig Leithoff
- Johann Hugo von Lente

M
- Siegfried Matlok
- Adam Gottlob von Moltke
- Ditlev Gothard Monrad
- Heðin Mortensen
- Jonathan Motzfeldt
- Valeriu Munteanu
- Friedrich Münter

N
- Georg Nikolaus Nissen
- Gregor Wilhelm Nitzsch

O
- Heinrich Wilhelm Olbers
- Anders Sandøe Ørsted (Prim-ministru)

P
- Fríðrikur Petersen
- Lisbeth L. Petersen
- Christian Pløyen

R
- Lise-Lotte Rebel
- Tage Reedtz-Thott

R 
- Johannes Andreas Rehhoff
- Theodor Graf von Reventlow

S
- Hans von Schack (1609–1676)
- Gerhard Schmidt (Nordschleswig)
- Karl Schmitt-Walter
- Jobst Scholten
- Leopold Schrötter von Kristelli
- Anke Spoorendonk
- Heinrich Ernst zu Stolberg-Wernigerode

T
- Christian Ludvig Tillisch
- Fritz Tillisch

W
- Max Wartemann
- Philipp von Westphalen
- Karl Witzell
- Mogens Wöldike

Z
- Hiltgunt Zassenhaus